# Stadion Pecara
Stadion Pecara – stadion piłkarski w Širokim Brijegu, w Bośni i Hercegowinie. Został otwarty w 1953 roku. Obiekt może pomieścić 10 000 widzów. Swoje spotkania rozgrywa na nim drużyna NK Široki Brijeg.